# Spelling on the Stone
«Spelling on the Stone» es una canción de 1988 sobre el músico estadounidense Elvis Presley, grabada por un artista no acreditado que se hace pasar por él. La canción fue lanzada en respuesta a una serie de avistamientos de Elvis después de la muerte del cantante. Tras el lanzamiento de la canción, muchos oyentes de radio comenzaron a informar sobre avistamientos del cantante, mientras que otros cuestionaron si Presley grabó o no la canción. En los años posteriores, algunas fuentes han atribuido la grabación a Dan Willis, mientras que otras afirman que aún se desconoce la autoría.

## Historia
Tras la muerte de Elvis Presley en 1977, un rumor popular dentro de la industria de la música era que Presley había fingido su muerte. En los años siguientes, se produjeron varios avistamientos de Elvis. El sello discográfico LS Records lanzó la canción «Spelling on the Stone» a fines de 1988 para capitalizar la popularidad de los avistamientos. Según el propietario de LS Records, Lee Stoller, quien produjo la canción, su hija Tammy recibió la grabación de la canción en agosto de 1988 de manos de un hombre anónimo que llegó a las oficinas del sello en una limusina. Con los derechos de distribución de Curb Records, LS Records lanzó la canción a la radio a fines de 1988. El lanzamiento del sencillo no acreditó a un artista. El título de la canción se refiere al hecho de que el segundo nombre de Presley, Aron, está mal escrito «Aaron» en su lápida, lo que en ese momento era un argumento común contra la muerte del cantante. La canción presenta a un vocalista no acreditado con una entrega vocal similar a la de Presley; que adopta una narración en primera persona que pretende ser hecha desde la perspectiva del cantante, sugiriendo que había fingido su muerte.
Según un artículo en The Jersey Journal, cuando la canción se reprodujo en WYNY (ahora WKTU), entonces una estación de radio de música country en la ciudad de Nueva York, los oyentes llamaron inmediatamente a la estación para informar sobre avistamientos del cantante. En ese momento, el director del programa de la estación no pensó que la grabación fuera realmente de Presley. Pensó que la grabación podría haberla hecho Terry Stafford o Ronnie McDowell. La canción también fue popular en la estación de radio WNOE-FM en Nueva Orleans, Luisiana. Según el director de programación de esa emisora, el sencillo fue entregado a la emisora por una figura anónima en un Cadillac rosa, y recibió 47 llamadas de los oyentes después de reproducirlo por primera vez. Tampoco pensó que la grabación fuera en realidad la voz de Presley, pero eligió reproducirla debido a la recepción de los oyentes. A pesar de esto, no toda la recepción de la canción fue positiva. Un artículo publicado por The Canadian Press declaró que la estación de radio WCVG en Cincinnati, Ohio, que entonces transmitía un formato «totalmente Elvis», se negó a reproducir la canción porque los directores de su programa pensaron que era «definitivamente un engaño». La exesposa de Presley, Priscilla Presley, negó que la grabación fuera de su esposo porque pensó que no sería «lo suficientemente cruel como para escenificar su muerte». Asimismo, un coordinador de medios de Graceland, la residencia de Presley, calificó la canción como un «engaño muy cruel». John Davis, entonces profesor de teoría musical en el Stevens Institute of Technology en Hoboken, Nueva Jersey, tampoco pensó que la grabación fuera de Presley. Pensó que la entrega vocal tenía «demasiado vibrato» y «se acerca a una caricatura de Elvis».

### Impacto y autoría
La difusión recibida por el sencillo hizo que entrara en las listas Billboard Hot Country Songs, donde estuvo en las listas durante cuatro semanas entre diciembre de 1988 y enero de 1989 con un pico en el puesto 82. Tras el lanzamiento del sencillo, LS Records publicó un álbum completo también titulado Spelling on the Stone, que presenta varias canciones con temática centrada en Presley y nuevamente sin acreditar al artista.
En el libro Elvis Music FAQ, el autor Mike Eder consideró la pista como «un artefacto interesante de la manía de 'Elvis está vivo' que existía a finales de los ochenta». También afirmó que el vocalista de la pista había sido identificado como Dan Willis, un músico que había grabado en LS Records. En comparación, el historiador de listas musicales Joel Whitburn declaró que la voz era «supuestamente» la de Willis. De manera similar, Ron Sylvester del Springfield News-Leader, después de escuchar a Willis cantar en un teatro de Branson, Missouri, propiedad de Cristy Lane en 1992, afirmó que «si escuchas a Willis cantar, podrías sacar una conclusión sobre la identidad del misterioso voz que suena a Elvis en ese disco».